# Beskæftigelsesministeriet
Beskæftigelsesministeriet är ett ministerium i Danmark. Det skapades 1942 under namnet Arbejdsministeriet. Ministeriet ansvarar för lagstiftning inom arbetsmiljö, arbetslöshetsförsäkring, arbetslivsutveckling, arbetsrätt och arbetsmarknad. Dess minister är sedan 2022 Ane Halsboe-Jørgensen.
Under ministeriet ligger  Styrelsen for Arbejdsmarked og Rekruttering, Arbejdstilsynet (AT) och Det Nationale Forskningscenter for Arbejdsmiljø.
Ett antal självstyrande institutioner och fonder ligger också under ministeriet: ATP, Arbejdsmarkedets Erhvervssikring, Arbejdsmarkedets Fond for Udstationerede, Lønmodtagernes Garantifond, LD Fonde, Udbetaling Danmark, Arbejdsmarkedets Feriefond og Seniorpensionsenheden hører også under ministeriet.